# تریانا (آلاباما)
تریانا (به انگلیسی: Triana) شهرکی در شهرستان مدیسون ایالت آلاباما است که مساحت آن ۳٫۲۸ کیلومترمربع است و در سرشماری سال ۲۰۱۰ میلادی، ۴۹۶ نفر جمعیت داشته و تراکم جمعیتی آن، ۱۵۱٫۲۲ نفر در کیلومترمربع بوده است.